# هيو أتكينسون (صحفي)
هيو أتكينسون (بالإنجليزية: Hugh Atkinson)‏ هو صحفي أسترالي، ولد في 1924، وتوفي في 1994.

## وصلات خارجية
- هيو أتكينسون على موقع IMDb (الإنجليزية)